# Kiss (album của Carly Rae Jepsen)
Kiss là album phòng thu thứ hai của ca sĩ người Canada Carly Rae Jepsen, phát hành ngày 14 tháng 9 năm 2012 bởi 604 Records, Schoolboy Records và Interscope Records. Đây cũng là đĩa nhạc đầu tiên của Jepsen ra mắt trên thị trường quốc tế, sau album đầu tay Tug of War (2008) chỉ được phát hành giới hạn tại Canada. Jepsen bắt đầu gây chú ý khi Justin Bieber tình cờ nghe được bài hát năm 2011 của cô "Call Me Maybe" và giới thiệu trên trang Twitter của anh, trước khi nữ ca sĩ ký hợp đồng với School Boy Records do quản lý lúc bấy giờ của Bieber là Scooter Braun sáng lập. Kiss là một bản thu âm dance-pop, nu-disco và teen pop được lấy cảm hứng từ The Cars, Madonna và Robyn, trong đó Jepsen hợp tác với nhiều nhà sản xuất khác nhau, bao gồm Dallas Austin, Max Martin, Matthew Koma, Toby Gad, Josh Ramsay và Redfoo. Ngoài ra, đĩa nhạc cũng bao gồm một số bản nhạc từ đĩa mở rộng thứ hai của nữ ca sĩ Curiosity (2012), bên cạnh sự tham gia góp giọng của Justin Bieber và Owl City.
Sau khi phát hành, Kiss đa phần nhận được những phản ứng tích cực từ các nhà phê bình âm nhạc, trong đó họ đánh giá cao chất giọng của Jepsen, chất lượng những sáng tác và khâu sản xuất album, mặc dù vẫn vấp phải một số chỉ trích cho rằng phong cách âm nhạc teen pop là không phù hợp với độ tuổi của cô, lúc bấy giờ đã 26 tuổi. Tuy nhiên, đĩa nhạc vẫn giúp nữ ca sĩ chiến thắng tại giải thưởng Âm nhạc Mỹ năm 2012 cho Nghệ sĩ mới của năm, đồng thời chiến thắng ba hạng mục tại giải Juno năm 2013, bao gồm Album của năm và Album Pop của năm. Album cũng gặt hái những thành công đáng kể về mặt thương mại khi lọt vào top 10 ở một số quốc gia, bao gồm những thị trường lớn như Úc, Canada, Nhật Bản, New Zealand và Vương quốc Anh. Kiss ra mắt ở vị trí thứ sáu trên bảng xếp hạng Billboard 200 tại Hoa Kỳ với 46,000 bản, trở thành album đầu tiên và duy nhất của Jepsen vươn đến top 10 tại đây. Tính đến năm 2021, album đã bán được hơn một triệu bản trên toàn cầu.
Bốn đĩa đơn đã được phát hành từ Kiss. "Call Me Maybe" được phát hành trên toàn cầu vào năm 2012 như là đĩa đơn mở đường và đứng đầu các bảng xếp hạng tại hơn 19 quốc gia, cũng như đạt vị trí số một trên bảng xếp hạng Billboard Hot 100 trong chín tuần liên tiếp và trở thành đĩa đơn bán chạy nhất năm trên toàn cầu. Ngoài ra, "Call Me Maybe" cũng nhận được hai đề cử giải Grammy tại lễ trao giải thường niên lần thứ 55 cho Bài hát của năm và Trình diễn đơn ca pop xuất sắc nhất. Đĩa đơn thứ hai "Good Time" cũng gặt hái nhiều thành công thương mại khi vươn đến top 10 ở nhiều thị trường lớn, trong khi hai đĩa đơn còn lại "This Kiss" và "Tonight I'm Getting Over You" chỉ gặt hái những thành công ít ỏi. Để quảng bá album, Jepsen trình diễn trên nhiều chương trình truyền hình và lễ trao giải lớn, như The Ellen DeGeneres Show, Late Show with David Letterman, giải thưởng Âm nhạc Billboard năm 2012 và giải thưởng Âm nhạc Mỹ năm 2012, cũng như thực hiện chuyến lưu diễn The Summer Kiss Tour (2012-13).

## Danh sách bài hát
| Kiss – Phiên bản tiêu chuẩn | Kiss – Phiên bản tiêu chuẩn             | Kiss – Phiên bản tiêu chuẩn                                                | Kiss – Phiên bản tiêu chuẩn                  | Kiss – Phiên bản tiêu chuẩn |
| STT                         | Nhan đề                                 | Sáng tác                                                                   | Sản xuất                                     | Thời lượng                  |
| --------------------------- | --------------------------------------- | -------------------------------------------------------------------------- | -------------------------------------------- | --------------------------- |
| 1.                          | "Tiny Little Bows"                      | Carly Rae Jepsen Dallas Austin Tavish Crowe Sam Cooke                      | Austin Cory Enemy Colin Janz [a]             | 3:22                        |
| 2.                          | "This Kiss"                             | Jepsen Matthew Koma S.K. Gordy Kelly Covell                                | Redfoo Koma                                  | 3:49                        |
| 3.                          | "Call Me Maybe"                         | Jepsen Josh Ramsay Crowe                                                   | Ramsay                                       | 3:13                        |
| 4.                          | "Curiosity" (new mix)                   | Jepsen Ryan Stewart                                                        | Austin Enemy Stewart [b] [c] Mighty Mike [b] | 3:33                        |
| 5.                          | "Good Time" (với Owl City)              | Adam Young Matthew Thiessen Brian Lee                                      | Young Stewart [c]                            | 3:25                        |
| 6.                          | "More than a Memory"                    | Jepsen Koma Gordy                                                          | Koma                                         | 4:02                        |
| 7.                          | "Turn Me Up"                            | Jepsen Bonnie McKee Josh Abraham Oliver Goldstein Kevin Maher              | Abraham Oligee Enemy [b]                     | 3:44                        |
| 8.                          | "Hurt So Good"                          | Jepsen Koma                                                                | Koma                                         | 3:09                        |
| 9.                          | "Beautiful" (song ca với Justin Bieber) | Toby Gad Bieber Alex Lambert                                               | Gad Kuk Harrell [c]                          | 3:18                        |
| 10.                         | "Tonight I'm Getting Over You"          | Jepsen Lukas Hilbert Max Martin Clarence Coffee Jr. Shiloh Katerina Loules | Martin Hilbert                               | 3:39                        |
| 11.                         | "Guitar String / Wedding Ring"          | Jepsen Ramsay Crowe                                                        | Ramsay                                       | 3:27                        |
| 12.                         | "Your Heart Is a Muscle"                | Jepsen Gad                                                                 | Gad                                          | 3:50                        |
| Tổng thời lượng:            | Tổng thời lượng:                        | Tổng thời lượng:                                                           | Tổng thời lượng:                             | 42:31                       |

| Kiss – Phiên bản quốc tế (bản nhạc bổ sung) | Kiss – Phiên bản quốc tế (bản nhạc bổ sung) | Kiss – Phiên bản quốc tế (bản nhạc bổ sung) | Kiss – Phiên bản quốc tế (bản nhạc bổ sung) | Kiss – Phiên bản quốc tế (bản nhạc bổ sung) |
| STT                                         | Nhan đề                                     | Sáng tác                                    | Sản xuất                                    | Thời lượng                                  |
| ------------------------------------------- | ------------------------------------------- | ------------------------------------------- | ------------------------------------------- | ------------------------------------------- |
| 13.                                         | "I Know You Have a Girlfriend"              | Jepsen Koma                                 | Koma                                        | 3:03                                        |
| Tổng thời lượng:                            | Tổng thời lượng:                            | Tổng thời lượng:                            | Tổng thời lượng:                            | 45:34                                       |

| Kiss – Phiên bản cao cấp tại Hoa Kỳ | Kiss – Phiên bản cao cấp tại Hoa Kỳ | Kiss – Phiên bản cao cấp tại Hoa Kỳ                                            | Kiss – Phiên bản cao cấp tại Hoa Kỳ            | Kiss – Phiên bản cao cấp tại Hoa Kỳ |
| STT                                 | Nhan đề                             | Sáng tác                                                                       | Sản xuất                                       | Thời lượng                          |
| ----------------------------------- | ----------------------------------- | ------------------------------------------------------------------------------ | ---------------------------------------------- | ----------------------------------- |
| 13.                                 | "Drive"                             | Jepsen Austin Michael McGarity Jaden Michaels Crowe                            | Austin Mighty Mike Enemy [b]                   | 2:59                                |
| 14.                                 | "Wrong Feels So Right"              | Jepsen David Listenbee Francesca Richard Jordan Orvosh Gordy Andre Smith Crowe | GoonRock Redfoo [b] Jordan Gatsby [b] Koma [c] | 4:18                                |
| 15.                                 | "Sweetie"                           | Jepsen Klas Åhlund Jack Antonoff Sara Quin                                     | Åhlund Koma [c]                                | 3:38                                |
| Tổng thời lượng:                    | Tổng thời lượng:                    | Tổng thời lượng:                                                               | Tổng thời lượng:                               | 53:26                               |

| Kiss – Phiên bản cao cấp trên iTunes Store tại Bắc Mỹ (bản nhạc bổ sung) | Kiss – Phiên bản cao cấp trên iTunes Store tại Bắc Mỹ (bản nhạc bổ sung) | Kiss – Phiên bản cao cấp trên iTunes Store tại Bắc Mỹ (bản nhạc bổ sung) | Kiss – Phiên bản cao cấp trên iTunes Store tại Bắc Mỹ (bản nhạc bổ sung) | Kiss – Phiên bản cao cấp trên iTunes Store tại Bắc Mỹ (bản nhạc bổ sung) |
| STT                                                                      | Nhan đề                                                                  | Sáng tác                                                                 | Sản xuất                                                                 | Thời lượng                                                               |
| ------------------------------------------------------------------------ | ------------------------------------------------------------------------ | ------------------------------------------------------------------------ | ------------------------------------------------------------------------ | ------------------------------------------------------------------------ |
| 16.                                                                      | "Almost Said It"                                                         | Jepsen                                                                   | Koma                                                                     | 2:28                                                                     |
| Tổng thời lượng:                                                         | Tổng thời lượng:                                                         | Tổng thời lượng:                                                         | Tổng thời lượng:                                                         | 55:56                                                                    |

| Kiss – Phiên bản cao cấp tại Canada, Target và toàn cầu (bản nhạc bổ sung) | Kiss – Phiên bản cao cấp tại Canada, Target và toàn cầu (bản nhạc bổ sung) | Kiss – Phiên bản cao cấp tại Canada, Target và toàn cầu (bản nhạc bổ sung) | Kiss – Phiên bản cao cấp tại Canada, Target và toàn cầu (bản nhạc bổ sung) | Kiss – Phiên bản cao cấp tại Canada, Target và toàn cầu (bản nhạc bổ sung) |
| STT                                                                        | Nhan đề                                                                    | Sáng tác                                                                   | Sản xuất                                                                   | Thời lượng                                                                 |
| -------------------------------------------------------------------------- | -------------------------------------------------------------------------- | -------------------------------------------------------------------------- | -------------------------------------------------------------------------- | -------------------------------------------------------------------------- |
| 16.                                                                        | "I Know You Have a Girlfriend"                                             | Jepsen Koma                                                                | Koma                                                                       | 3:03                                                                       |
| Tổng thời lượng:                                                           | Tổng thời lượng:                                                           | Tổng thời lượng:                                                           | Tổng thời lượng:                                                           | 56:29                                                                      |

| Kiss – Phiên bản cao cấp trên Spotify quốc tế (bản nhạc bổ sung) | Kiss – Phiên bản cao cấp trên Spotify quốc tế (bản nhạc bổ sung) | Kiss – Phiên bản cao cấp trên Spotify quốc tế (bản nhạc bổ sung) | Kiss – Phiên bản cao cấp trên Spotify quốc tế (bản nhạc bổ sung) | Kiss – Phiên bản cao cấp trên Spotify quốc tế (bản nhạc bổ sung) |
| STT                                                              | Nhan đề                                                          | Sáng tác                                                         | Sản xuất                                                         | Thời lượng                                                       |
| ---------------------------------------------------------------- | ---------------------------------------------------------------- | ---------------------------------------------------------------- | ---------------------------------------------------------------- | ---------------------------------------------------------------- |
| 17.                                                              | "Picture"                                                        | Jepsen                                                           | Stewart                                                          | 3:03                                                             |
| Tổng thời lượng:                                                 | Tổng thời lượng:                                                 | Tổng thời lượng:                                                 | Tổng thời lượng:                                                 | 59:32                                                            |

| Kiss – Phiên bản cao cấp trên iTunes Store quốc tế (bản nhạc bổ sung) | Kiss – Phiên bản cao cấp trên iTunes Store quốc tế (bản nhạc bổ sung) | Kiss – Phiên bản cao cấp trên iTunes Store quốc tế (bản nhạc bổ sung) | Kiss – Phiên bản cao cấp trên iTunes Store quốc tế (bản nhạc bổ sung) | Kiss – Phiên bản cao cấp trên iTunes Store quốc tế (bản nhạc bổ sung) |
| STT                                                                   | Nhan đề                                                               | Sáng tác                                                              | Sản xuất                                                              | Thời lượng                                                            |
| --------------------------------------------------------------------- | --------------------------------------------------------------------- | --------------------------------------------------------------------- | --------------------------------------------------------------------- | --------------------------------------------------------------------- |
| 17.                                                                   | "Almost Said It"                                                      | Jepsen                                                                | Koma                                                                  | 2:28                                                                  |
| Tổng thời lượng:                                                      | Tổng thời lượng:                                                      | Tổng thời lượng:                                                      | Tổng thời lượng:                                                      | 58:57                                                                 |

| Kiss – Phiên bản tại Nhật Bản (bản nhạc bổ sung) | Kiss – Phiên bản tại Nhật Bản (bản nhạc bổ sung) | Kiss – Phiên bản tại Nhật Bản (bản nhạc bổ sung) | Kiss – Phiên bản tại Nhật Bản (bản nhạc bổ sung) | Kiss – Phiên bản tại Nhật Bản (bản nhạc bổ sung) |
| STT                                              | Nhan đề                                          | Sáng tác                                         | Sản xuất                                         | Thời lượng                                       |
| ------------------------------------------------ | ------------------------------------------------ | ------------------------------------------------ | ------------------------------------------------ | ------------------------------------------------ |
| 18.                                              | "Melt with You"                                  | Jepsen Koma                                      | Koma                                             | 4:00                                             |
| Tổng thời lượng:                                 | Tổng thời lượng:                                 | Tổng thời lượng:                                 | Tổng thời lượng:                                 | 62:57                                            |

| Kiss – Phiên bản Tour tại Nhật Bản (bản nhạc bổ sung) | Kiss – Phiên bản Tour tại Nhật Bản (bản nhạc bổ sung) | Kiss – Phiên bản Tour tại Nhật Bản (bản nhạc bổ sung) | Kiss – Phiên bản Tour tại Nhật Bản (bản nhạc bổ sung) | Kiss – Phiên bản Tour tại Nhật Bản (bản nhạc bổ sung) |
| STT                                                   | Nhan đề                                               | Sáng tác                                              | Sản xuất                                              | Thời lượng                                            |
| ----------------------------------------------------- | ----------------------------------------------------- | ----------------------------------------------------- | ----------------------------------------------------- | ----------------------------------------------------- |
| 19.                                                   | "Picture"                                             | Jepsen                                                | Stewart                                               | 3:03                                                  |
| 20.                                                   | "Call Me Maybe" (10 Kings vs Ollie Green Remix)       | Jepsen Ramsay Crowe                                   | Ramsay                                                | 3:09                                                  |
| 21.                                                   | "Good Time" (với Owl City) (Adam Young Remix)         | Young Thiessen Lee                                    | Young Stewart [c]                                     | 3:10                                                  |
| 22.                                                   | "This Kiss" (Brass Knuckles Remix)                    | Jepsen Koma Gordy Covell                              | Redfoo Koma                                           | 4:07                                                  |
| Tổng thời lượng:                                      | Tổng thời lượng:                                      | Tổng thời lượng:                                      | Tổng thời lượng:                                      | 76:26                                                 |

| Kiss – Phiên bản giới hạn tại Nhật Bản (DVD kèm theo) | Kiss – Phiên bản giới hạn tại Nhật Bản (DVD kèm theo) | Kiss – Phiên bản giới hạn tại Nhật Bản (DVD kèm theo) |
| STT                                                   | Nhan đề                                               | Thời lượng                                            |
| ----------------------------------------------------- | ----------------------------------------------------- | ----------------------------------------------------- |
| 1.                                                    | "Call Me Maybe" (video ca nhạc)                       | 3:21                                                  |
| 2.                                                    | "Call Me Maybe" (hậu trường)                          | 2:09                                                  |
| 3.                                                    | "Good Time" (với Owl City) (video ca nhạc)            | 3:29                                                  |
| 4.                                                    | "Good Time" (với Owl City) (hậu trường)               | 2:11                                                  |

| Kiss – Phiên bản Tour tại Nhật Bản (DVD kèm theo) | Kiss – Phiên bản Tour tại Nhật Bản (DVD kèm theo) | Kiss – Phiên bản Tour tại Nhật Bản (DVD kèm theo) |
| STT                                               | Nhan đề                                           | Thời lượng                                        |
| ------------------------------------------------- | ------------------------------------------------- | ------------------------------------------------- |
| 1.                                                | "Call Me Maybe" (video ca nhạc)                   | 3:21                                              |
| 2.                                                | "Call Me Maybe" (hậu trường)                      | 2:09                                              |
| 3.                                                | "Good Time" (với Owl City) (video ca nhạc)        | 3:29                                              |
| 4.                                                | "Good Time" (với Owl City) (hậu trường)           | 2:11                                              |
| 5.                                                | "This Kiss" (video ca nhạc)                       | 3:56                                              |
| 6.                                                | "This Kiss" (hậu trường)                          | 2:27                                              |

Ghi chú
- ^[a]  – nghĩa là sản xuất bổ sung
- ^[b]  – nghĩa là đồng sản xuất
- ^[c]  – nghĩa là sản xuất giọng hát
- "Tiny Little Bows" có chứa một phần của "Cupid", sáng tác bởi Sam Cooke.

## Kiss: The Remix
Một album phối lại mang tên Kiss: The Remix đã được phát hành độc quyền tại Nhật Bản vào ngày 12 tháng 6 năm 2013.
| Kiss: The Remix – Phiên bản tiêu chuẩn | Kiss: The Remix – Phiên bản tiêu chuẩn | Kiss: The Remix – Phiên bản tiêu chuẩn | Kiss: The Remix – Phiên bản tiêu chuẩn |
| STT                                    | Nhan đề                                | Type                                   | Thời lượng                             |
| -------------------------------------- | -------------------------------------- | -------------------------------------- | -------------------------------------- |
| 1.                                     | "Call Me Maybe"                        | Almighty radio edit                    | 4:07                                   |
| 2.                                     | "Call Me Maybe"                        | 10 Kings vs Ollie Green remix          | 3:09                                   |
| 3.                                     | "Call Me Maybe"                        | Coyote Kisses remix                    | 4:47                                   |
| 4.                                     | "Good Time" (với Owl City)             | Fred Falke mix                         | 6:08                                   |
| 5.                                     | "Good Time" (với Owl City)             | Lenno remix                            | 4:56                                   |
| 6.                                     | "Good Time" (với Owl City)             | Wideboys club remix                    | 5:31                                   |
| 7.                                     | "This Kiss"                            | Digital Dog radio edit                 | 4:14                                   |
| 8.                                     | "This Kiss"                            | Jason Nevins remix                     | 4:12                                   |
| 9.                                     | "This Kiss"                            | Mathieu Bouthier remix                 | 6:45                                   |
| 10.                                    | "Tonight I'm Getting Over You"         | Twice As Nice remix                    | 3:41                                   |
| 11.                                    | "Tonight I'm Getting Over You"         | Reid Stefan remix                      | 6:07                                   |
| 12.                                    | "Tonight I'm Getting Over You"         | KoKo Club mix                          | 4:53                                   |
| 13.                                    | "Call Me Maybe"                        | không lời                              | 3:14                                   |
| 14.                                    | "Good Time"                            | không lời                              | 3:26                                   |
| Tổng thời lượng:                       | Tổng thời lượng:                       | Tổng thời lượng:                       | 65:10                                  |

## Xếp hạng
| Bảng xếp hạng (2012)                | Vị trí cao nhất |
| ----------------------------------- | --------------- |
| Album Úc (ARIA)                     | 8               |
| Album Áo (Ö3 Austria)               | 25              |
| Album Bỉ (Ultratop Vlaanderen)      | 15              |
| Album Bỉ (Ultratop Wallonie)        | 27              |
| Album Canada (Billboard)            | 5               |
| Album Đan Mạch (Hitlisten)          | 26              |
| Album Hà Lan (Album Top 100)        | 47              |
| Album Pháp (SNEP)                   | 14              |
| Album Đức (Offizielle Top 100)      | 22              |
| Album Ireland (IRMA)                | 16              |
| Album Ý (FIMI)                      | 31              |
| Album Nhật Bản (Oricon)             | 4               |
| Album Mexico (Top 100 Mexico)       | 16              |
| Album New Zealand (RMNZ)            | 6               |
| Album Na Uy (VG-lista)              | 24              |
| Album Tây Ban Nha (PROMUSICAE)      | 20              |
| Album Thụy Sĩ (Schweizer Hitparade) | 18              |
| Album Anh Quốc (OCC)                | 9               |
| Album Hoa Kỳ Billboard 200          | 6               |

| Bảng xếp hạng (2013)    | Vị trí cao nhất |
| ----------------------- | --------------- |
| Album Nhật Bản (Oricon) | 157             |

| Bảng xếp hạng (2012)             | Vị trí |
| -------------------------------- | ------ |
| Album Pháp (SNEP)                | 115    |
| Album Nhật Bản (Oricon)          | 44     |
| Album Nhật Bản (Billboard Japan) | 60     |
| Bảng xếp hạng (2013)             | Vị trí |
| Album Nhật Bản (Oricon)          | 63     |

## Chứng nhận
| Quốc gia | Chứng nhận  | Số đơn vị/doanh số chứng nhận |
| --- | ----------- | ----------------------------- |
| Úc (ARIA) | Vàng        | 35.000^                       |
| Áo (IFPI Áo) | Vàng        | 10.000*                       |
| Brasil (Pro-Música Brasil) | —           | 20,000                        |
| Canada (Music Canada) | Vàng        | 40.000^                       |
| Nhật Bản (RIAJ) | Bạch kim    | 250.000^                      |
| New Zealand (RMNZ) | 2× Bạch kim | 30.000‡                       |
| Ba Lan (ZPAV) | Vàng        | 10.000*                       |
| Singapore (RIAS) | Vàng        | 5.000*                        |
| Thụy Điển (GLF) | Vàng        | 20.000‡                       |
| Anh Quốc (BPI) | Bạc         | 60.000‡                       |
| * Chứng nhận dựa theo doanh số tiêu thụ. ^ Chứng nhận dựa theo doanh số nhập hàng. ‡ Chứng nhận dựa theo doanh số tiêu thụ và phát trực tuyến. |             |                               |

## Lịch sử phát hành
| Khu vực        | Ngày             | Định dạng           | Phiên bản           | Hãng đĩa   |
| -------------- | ---------------- | ------------------- | ------------------- | ---------- |
| Úc             | 14 tháng 9, 2012 | CD tải nhạc số      | Tiêu chuẩn          | Universal  |
| Đức            | 14 tháng 9, 2012 | CD tải nhạc số      | Tiêu chuẩn          | Universal  |
| Pháp           | 17 tháng 9, 2012 | CD tải nhạc số      | Cao cấp             | Polydor    |
| Vương quốc Anh | 17 tháng 9, 2012 | CD tải nhạc số      | Cao cấp             | Polydor    |
| Canada         | 18 tháng 9, 2012 | CD tải nhạc số      | Tiêu chuẩn, cao cấp | 604        |
| Hoa Kỳ         | 18 tháng 9, 2012 | CD tải nhạc số      | Tiêu chuẩn, cao cấp | Interscope |
| Nhật Bản       | 19 tháng 9, 2012 | CD+ DVD tải nhạc số | Tiêu chuẩn          | Universal  |
| Nhật Bản       | 30 tháng 1, 2013 | CD+ DVD tải nhạc số | Tour                | Universal  |